# Odontotrypes bimaculatus
Odontotrypes bimaculatus es una especie de coleóptero de la familia Geotrupidae.

## Distribución geográfica
Habita en Tíbet (China).